# 1951 في الأرجنتين
فيما يلي قوائم الأحداث التي وقعت خلال عام 1951 في الأرجنتين.

## سياسة

### انتهاء فترة المنصب
- 1 يناير – آرتورو فرونديزي عضو مجلس النواب في الأرجنتين ‏.
- 1 يناير – فرانسوا جورج بيكو سفير فرنسا لدى الأرجنتين ‏.

## رياضة
- 1 يناير – دوري الدرجة الأولى الأرجنتيني 1951 الفائز نادي راسينغ.

## مواليد

### يناير
- 1 يناير – فيرونيكا داهل
- 11 يناير – لا منى خيمينيز موسيقي أرجنتيني.
- 13 يناير – نورا لوستيغ عالمة اقتصاد أرجنتينية.[1]

### فبراير
- 5 فبراير – روبين كانو لاعب كرة قدم إسباني.[2]
- 25 فبراير – روبرتو إغليسياس سياسي أرجنتيني.
- 26 فبراير – رامون هيريديا لاعب كرة قدم أرجنتيني.[3]
- 26 فبراير – ريكاردو كانو لاعب كرة مضرب أرجنتيني.

### أبريل
- 17 أبريل – أوليفيا هاوسي ممثلة إنجليزية.[4]

### مايو
- 25 مايو – رودولفو غابرييلي سياسي أرجنتيني.

### يونيو
- 9 يونيو – لويس سولير لاعب كرة قدم أرجنتيني.
- 14 يونيو – كارميلو جوليانو لاعب كرة قدم أرجنتيني.[5]
- 22 يونيو – ماريو ألبرتو إيشي سياسي أرجنتيني.
- 24 يونيو – إريكا روزنبرغ كاتبة ألمانية.

### أغسطس
- 9 أغسطس – خورخي ريكالدي[6]
- 10 أغسطس – ريكاردو لوبيز سياسي أرجنتيني.
- 15 أغسطس – ماريو كيلر لاعب كرة قدم أرجنتيني.[7]
- 19 أغسطس – غوستافو سانتوللا

### سبتمبر
- 6 سبتمبر – ألفريدو مارتينيز سياسي أرجنتيني.
- 9 سبتمبر – رامون بويرتا سياسي أرجنتيني.[8]

### أكتوبر
- 23 أكتوبر – شارلي غارسيا

### نوفمبر
- 3 نوفمبر – خوسيه سانتوس روميرو لاعب كرة قدم أرجنتيني.
- 8 نوفمبر – الفريدو استيز
- 24 نوفمبر – أندريس أوبنهايمر صحفي أرجنتيني.

### ديسمبر
- 7 ديسمبر – دانيال برانكا[9]

## وفيات

### يناير
- 1 يناير – إلوي ألفاريز (مواليد 1896)
- 1 يناير – ليوبولدو ميلو (مواليد 1869) سياسي أرجنتيني.[10]

### مايو
- 4 مايو – إدواردو برادلي (مواليد 1887) طيار أرجنتيني.
- 25 مايو – ساغيباربا (مواليد 1900) لاعب كرة قدم أرجنتيني.[11]

### يوليو
- 29 يوليو – أرنولد واتسون هوتون (مواليد 1886) لاعب كرة قدم أرجنتيني.

### سبتمبر
- 14 سبتمبر – نيلي مونتيل (مواليد 1919) ممثلة أرجنتينية.[12]

### ديسمبر
- 2 ديسمبر – مانويل أوجارت (مواليد 1875) كاتب أرجنتيني.
- 23 ديسمبر – بينيتو إراولا لونش (مواليد 1885) كاتب أرجنتيني.[13]